# Datsun Violet
Der Datsun Violet (englisch = Veilchen) (auch: Datsun 140J/160J) ist ein von 1973 bis 1981 in zwei Generationen produziertes Mittelklassemodell des japanischen Automobilherstellers Nissan.

## Datsun Violet (Typ 710/711, 1973–1978)

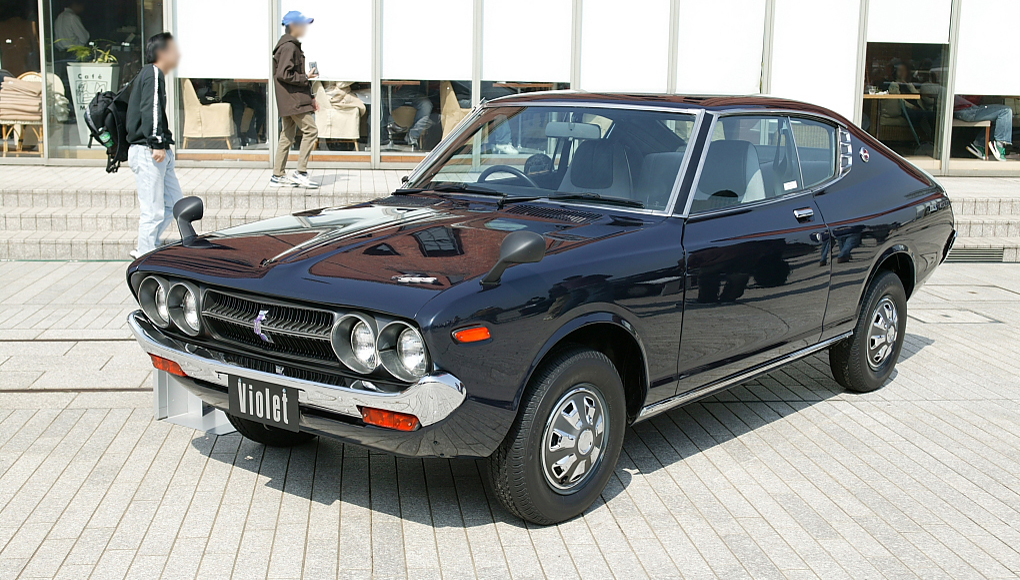
Datsun Violet Coupé (1973–1976)

Bei der ersten Generation des Violet handelte es sich um ein von dem zeitgenössischen Nissan Bluebird U610 abgeleitetes Modell mit Hinterradantrieb und starrer Hinterachse (mit Ausnahme des SSS-Hardtop-Coupes, das eine Hinterachsaufhängung an Schräglenkern hatte), das in Japan als zwei- und viertürige Limousine und zweitüriges Hardtop-Coupé, später auch als Kombi angeboten wurde.
In Deutschland kam der Violet als Viertürer und Coupé im Oktober 1973 unter den Bezeichnungen Datsun 140J (1,4 Liter, 48 kW/65 PS), 160J (1,6 Liter, 52 kW/72 PS) und 160J SSS Coupé (1,6 Liter, 61 kW/83 PS) zu Preisen von DM 8.890 bis 9.990 auf den Markt; in Japan gab es auch Varianten mit 1,8-Liter-Motor.
1976 erhielt der Violet ein Facelift (Typ 711), in dessen Zug der 1,4-Liter entfiel und das bisherige Fließheck der Limousine durch ein Stufenheck ersetzt wurde.
In Taiwan wurde das Sportcoupé bereits 1971 unter dem Namen Yue Loong VIP Brougham eingeführt und von der chinesischen Yulon Motor Company produziert. Das Modell war dort sehr erfolgreich und ersetzte für acht Jahre den Yue Loong Bluebird. Besonders in der High Society war das Luxusmodell gefragt und sorgte für einen großen Fankreis. Trotzdem wurde das Schwestermodell des Datsun Violet SSS in nur einer einzigen Generation hergestellt. Danach wurde das Modell 1979 wieder vom Bluebird abgelöst.
| Datsun Violet                   | 1400                                                                                    | 1600                                                                                    | 1600 SSS                                                                                | 1600 SSS-E                                                                              |
| ------------------------------- | --------------------------------------------------------------------------------------- | --------------------------------------------------------------------------------------- | --------------------------------------------------------------------------------------- | --------------------------------------------------------------------------------------- |
| Motor:                          | 4-Zylinder-Reihenmotor (Viertakt)                                                       | 4-Zylinder-Reihenmotor (Viertakt)                                                       | 4-Zylinder-Reihenmotor (Viertakt)                                                       | 4-Zylinder-Reihenmotor (Viertakt)                                                       |
| Hubraum:                        | 1428 cm³                                                                                | 1595 cm³                                                                                | 1595 cm³                                                                                | 1595 cm³                                                                                |
| Bohrung × Hub:                  | 83 × 66 mm                                                                              | 83 × 73,7 mm                                                                            | 83 × 73,7 mm                                                                            | 83 × 73,7 mm                                                                            |
| Leistung bei 1/min:             | 48 kW (65 PS) bei 5800                                                                  | 53 kW (72 PS) bei 6000                                                                  | 61 kW (83 PS) bei 6200                                                                  | 84,5 kW (115 PS) bei 6200                                                               |
| Max. Drehmoment bei 1/min:      | 116 Nm bei 3600                                                                         | 132 Nm bei 4000                                                                         | 135 Nm bei 4200                                                                         | 143 Nm bei 4400                                                                         |
| Verdichtung:                    | 9,0:1                                                                                   | 8,5:1                                                                                   | 9:1                                                                                     | 9,5:1                                                                                   |
| Gemischaufbereitung:            | 1 Fallstrom-Doppelvergaser                                                              | 1 Fallstrom-Doppelvergaser                                                              | 2 SU-Vergaser                                                                           | Elektr. Einspritzung                                                                    |
| Ventilsteuerung:                | OHC, Kette                                                                              | OHC, Kette                                                                              | OHC, Kette                                                                              | OHC, Kette                                                                              |
| Kühlung:                        | Wasserkühlung                                                                           | Wasserkühlung                                                                           | Wasserkühlung                                                                           | Wasserkühlung                                                                           |
| Getriebe:                       | 4- oder 5-Gang-Getriebe, Knüppelschaltung, Hinterradantrieb (a.W. Dreigang-Automatik)   | 4- oder 5-Gang-Getriebe, Knüppelschaltung, Hinterradantrieb (a.W. Dreigang-Automatik)   | 4- oder 5-Gang-Getriebe, Knüppelschaltung, Hinterradantrieb (a.W. Dreigang-Automatik)   | 4- oder 5-Gang-Getriebe, Knüppelschaltung, Hinterradantrieb (a.W. Dreigang-Automatik)   |
| Radaufhängung vorn:             | Federbeine, Querlenker, Schraubenfedern, Stabilisator                                   | Federbeine, Querlenker, Schraubenfedern, Stabilisator                                   | Federbeine, Querlenker, Schraubenfedern, Stabilisator                                   | Federbeine, Querlenker, Schraubenfedern, Stabilisator                                   |
| Radaufhängung hinten:           | Starrachse mit halbelliptischen Blattfedern (außer SSS-Hardtop-Coupe)                   | Starrachse mit halbelliptischen Blattfedern (außer SSS-Hardtop-Coupe)                   | Starrachse mit halbelliptischen Blattfedern (außer SSS-Hardtop-Coupe)                   | Starrachse mit halbelliptischen Blattfedern (außer SSS-Hardtop-Coupe)                   |
| Bremsen:                        | Scheibenbremsen vorne, Trommelbremsen hinten, a.W. Servo (teils Vierrad-Trommelbremsen) | Scheibenbremsen vorne, Trommelbremsen hinten, a.W. Servo (teils Vierrad-Trommelbremsen) | Scheibenbremsen vorne, Trommelbremsen hinten, a.W. Servo (teils Vierrad-Trommelbremsen) | Scheibenbremsen vorne, Trommelbremsen hinten, a.W. Servo (teils Vierrad-Trommelbremsen) |
| Lenkung:                        | Kugelumlauflenkung                                                                      | Kugelumlauflenkung                                                                      | Kugelumlauflenkung                                                                      | Kugelumlauflenkung                                                                      |
| Karosserie:                     | Stahlblech, selbsttragend                                                               | Stahlblech, selbsttragend                                                               | Stahlblech, selbsttragend                                                               | Stahlblech, selbsttragend                                                               |
| Spurweite vorn/hinten:          | 1290/1310 mm                                                                            | 1290/1310 mm                                                                            | 1290/1310 mm                                                                            | 1290/1310 mm                                                                            |
| Radstand:                       | 2450 mm                                                                                 | 2450 mm                                                                                 | 2450 mm                                                                                 | 2450 mm                                                                                 |
| Abmessungen:                    | Limousine: 4120 × 1580 × 1405 mm Coupé: 4120 × 1580 × 1385 mm                           | Limousine: 4120 × 1580 × 1405 mm Coupé: 4120 × 1580 × 1385 mm                           | Limousine: 4120 × 1580 × 1405 mm Coupé: 4120 × 1580 × 1385 mm                           | Limousine: 4120 × 1580 × 1405 mm Coupé: 4120 × 1580 × 1385 mm                           |
| Leergewicht:                    | 925–970 kg                                                                              | 945–980 kg                                                                              | 960–980 kg                                                                              | 980–1000 kg                                                                             |
| Höchstgeschwindigkeit:          | 155 km/h                                                                                | 160 km/h                                                                                | 165 km/h                                                                                | 170 km/h                                                                                |
| 0–100 km/h:                     | nicht angegeben                                                                         | nicht angegeben                                                                         | nicht angegeben                                                                         | nicht angegeben                                                                         |
| Verbrauch (Liter/100 km, Werk): | 9,5                                                                                     | 9,5                                                                                     | 10–14                                                                                   | 10–14                                                                                   |

## Datsun Violet (Typ A10/A11, 1978–1981)

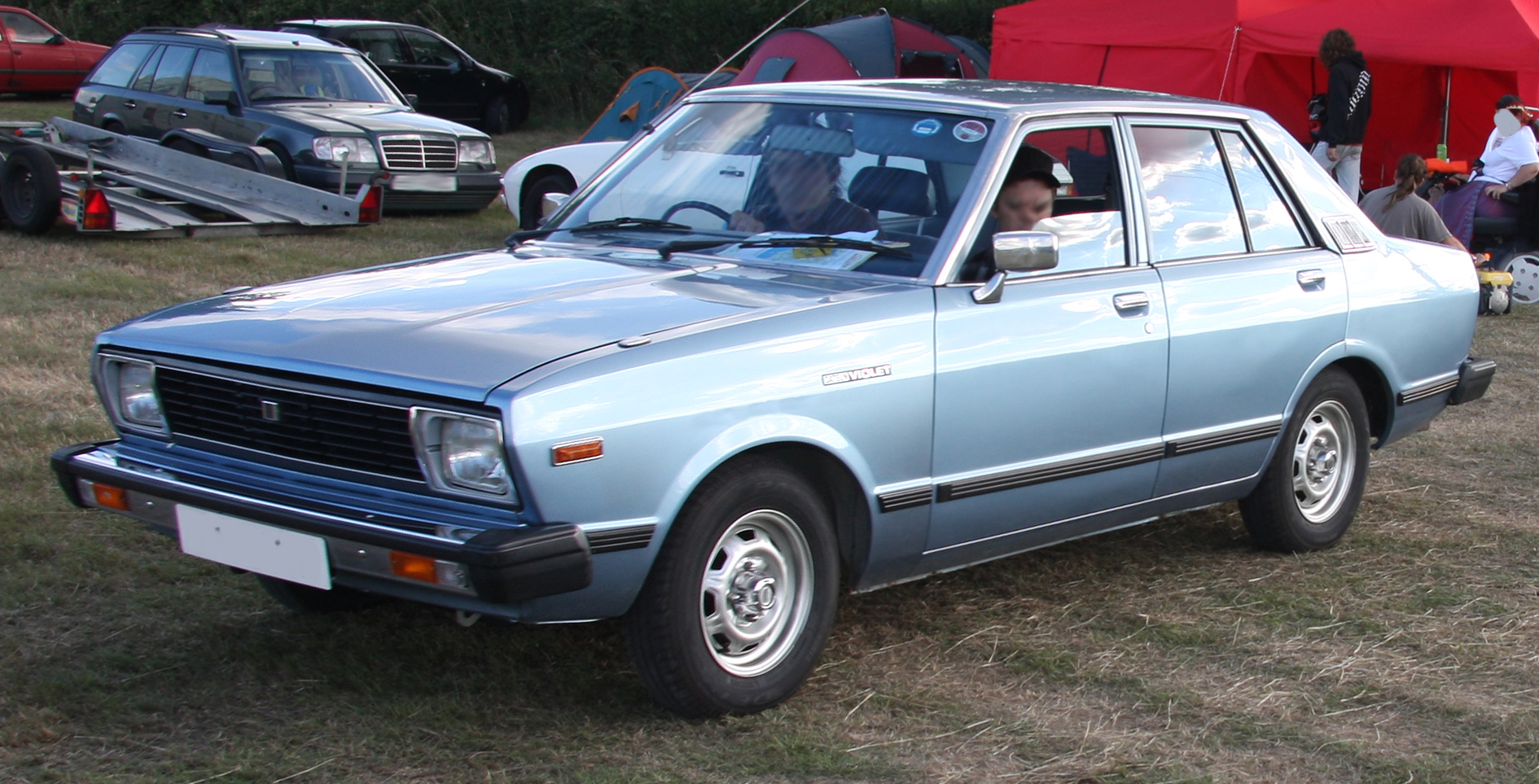
Datsun Violet (1980–1981)

Im Mai 1977 erschien in Japan der Violet der zweiten Generation, der sich von der technischen Basis des Datsun Bluebird löste. Die Karosserielinie war sehr viel moderner und kantiger gestaltet als beim rundlichen Vorgänger, die Blattfedern an der Hinterachse wichen Schraubenfedern. In Japan gab es eine viertürige Stufenhecklimousine, ein dreitüriges Schrägheckcoupé und einen Kombi mit Motoren von 1,4 bis 2,0 Litern Hubraum. Ab 1980 wurde auch die fünftürige Schräghecklimousine aus dem Programm des praktisch baugleichen Schwestermodells Datsun Stanza übernommen.
In Deutschland wurden ab März 1978 Limousine und Coupé wiederum unter der Bezeichnung Datsun 160J/160J SSS Coupé, später als Datsun Violet angeboten. In der Limousine leistete der 1,6-Liter-Vierzylinder 61 kW/83 PS, im Coupé 65 kW/89 PS. Die Preise beliefen sich anfangs auf DM 11.495 (Limousine) bis 12.495 (Coupé). 
1980 erfolgte ein Facelift (Typ A11), erkennbar an den Rechteckscheinwerfern.
Der Violet gewann zwischen 1979 und 1982 viermal in Folge die East African Safari Rallye und 1980 die Rallye Neuseeland; Nachfolger war der Nissan Stanza der zweiten Generation.
| Datsun Violet                   | 1400                                                                                       | 1600                                                                                       | 1600 SSS                                                                                   | 1800 SSS (Japan)                                                                           |
| ------------------------------- | ------------------------------------------------------------------------------------------ | ------------------------------------------------------------------------------------------ | ------------------------------------------------------------------------------------------ | ------------------------------------------------------------------------------------------ |
| Motor:                          | 4-Zylinder-Reihenmotor (Viertakt)                                                          | 4-Zylinder-Reihenmotor (Viertakt)                                                          | 4-Zylinder-Reihenmotor (Viertakt)                                                          | 4-Zylinder-Reihenmotor (Viertakt)                                                          |
| Motortyp:                       | A14                                                                                        | L16                                                                                        | L16E                                                                                       | Z18E                                                                                       |
| Hubraum:                        | 1397 cm³                                                                                   | 1595 cm³                                                                                   | 1595 cm³                                                                                   | 1770 cm³                                                                                   |
| Bohrung × Hub:                  | 76 × 77 mm                                                                                 | 83 × 73,7 mm                                                                               | 83 × 73,7 mm                                                                               | 85 × 78 mm                                                                                 |
| Leistung bei 1/min:             | 46,5 kW (63 PS) bei 5600                                                                   | 59,5 kW (81 PS) bei 6000                                                                   | 64 kW (87 PS) bei 5800                                                                     | 77–84,5 kW (105–115 PS) bei 6000                                                           |
| Max. Drehmoment bei 1/min:      | 113 Nm bei 3600                                                                            | 121 Nm bei 3600                                                                            | 136 Nm bei 3400                                                                            | 147–152 Nm bei 3600                                                                        |
| Verdichtung:                    | 9,0:1                                                                                      | 8,5:1                                                                                      | 8,5:1                                                                                      | 8,5:1                                                                                      |
| Gemischaufbereitung:            | 1 Fallstrom-Registervergaser                                                               | 1 Fallstrom-Registervergaser                                                               | Einspritzung                                                                               | Einspritzung                                                                               |
| Ventilsteuerung:                | OHV, Kette                                                                                 | OHC, Kette                                                                                 | OHC, Kette                                                                                 | OHC, Kette                                                                                 |
| Kühlung:                        | Wasserkühlung                                                                              | Wasserkühlung                                                                              | Wasserkühlung                                                                              | Wasserkühlung                                                                              |
| Getriebe:                       | 4- oder 5-Gang-Getriebe, Knüppelschaltung, Hinterradantrieb (a.W. Dreigang-Automatik)      | 4- oder 5-Gang-Getriebe, Knüppelschaltung, Hinterradantrieb (a.W. Dreigang-Automatik)      | 4- oder 5-Gang-Getriebe, Knüppelschaltung, Hinterradantrieb (a.W. Dreigang-Automatik)      | 4- oder 5-Gang-Getriebe, Knüppelschaltung, Hinterradantrieb (a.W. Dreigang-Automatik)      |
| Radaufhängung vorn:             | Federbeine, Querlenker, Zugstreben, Schraubenfedern, Stabilisator                          | Federbeine, Querlenker, Zugstreben, Schraubenfedern, Stabilisator                          | Federbeine, Querlenker, Zugstreben, Schraubenfedern, Stabilisator                          | Federbeine, Querlenker, Zugstreben, Schraubenfedern, Stabilisator                          |
| Radaufhängung hinten:           | Starrachse mit Schraubenfedern, Längs- und Schräglenker, a.W. Stabilisator                 | Starrachse mit Schraubenfedern, Längs- und Schräglenker, a.W. Stabilisator                 | Starrachse mit Schraubenfedern, Längs- und Schräglenker, a.W. Stabilisator                 | Starrachse mit Schraubenfedern, Längs- und Schräglenker, a.W. Stabilisator                 |
| Bremsen:                        | Scheibenbremsen vorne, Trommelbremsen hinten, a.W. Servo (teils Vierrad-Trommelbremsen)    | Scheibenbremsen vorne, Trommelbremsen hinten, a.W. Servo (teils Vierrad-Trommelbremsen)    | Scheibenbremsen vorne, Trommelbremsen hinten, a.W. Servo (teils Vierrad-Trommelbremsen)    | Scheibenbremsen vorne, Trommelbremsen hinten, a.W. Servo (teils Vierrad-Trommelbremsen)    |
| Lenkung:                        | Kugelumlauflenkung                                                                         | Kugelumlauflenkung                                                                         | Kugelumlauflenkung                                                                         | Kugelumlauflenkung                                                                         |
| Karosserie:                     | Stahlblech, selbsttragend                                                                  | Stahlblech, selbsttragend                                                                  | Stahlblech, selbsttragend                                                                  | Stahlblech, selbsttragend                                                                  |
| Spurweite vorn/hinten:          | 1335/1330 mm                                                                               | 1335/1330 mm                                                                               | 1335/1330 mm                                                                               | 1335/1330 mm                                                                               |
| Radstand:                       | 2400 mm                                                                                    | 2400 mm                                                                                    | 2400 mm                                                                                    | 2400 mm                                                                                    |
| Abmessungen:                    | Limousine: 4080 × 1600 × 1390 mm Coupé: 4260 × 1600 × 1350 mm Kombi: 4150 × 1600 × 1410 mm | Limousine: 4080 × 1600 × 1390 mm Coupé: 4260 × 1600 × 1350 mm Kombi: 4150 × 1600 × 1410 mm | Limousine: 4080 × 1600 × 1390 mm Coupé: 4260 × 1600 × 1350 mm Kombi: 4150 × 1600 × 1410 mm | Limousine: 4080 × 1600 × 1390 mm Coupé: 4260 × 1600 × 1350 mm Kombi: 4150 × 1600 × 1410 mm |
| Leergewicht:                    | 870–930 kg                                                                                 | 915–975 kg                                                                                 | 945–985 kg                                                                                 | 950–990 kg                                                                                 |
| Höchstgeschwindigkeit:          | 145–155 km/h                                                                               | 155–165 km/h                                                                               | 165–175 km/h                                                                               | 165–180 km/h                                                                               |
| 0–100 km/h:                     | nicht angegeben                                                                            | nicht angegeben                                                                            | nicht angegeben                                                                            | nicht angegeben                                                                            |
| Verbrauch (Liter/100 km, Werk): | 8,0                                                                                        | 8,5                                                                                        | 9,5                                                                                        | 9,5                                                                                        |